# Nausica

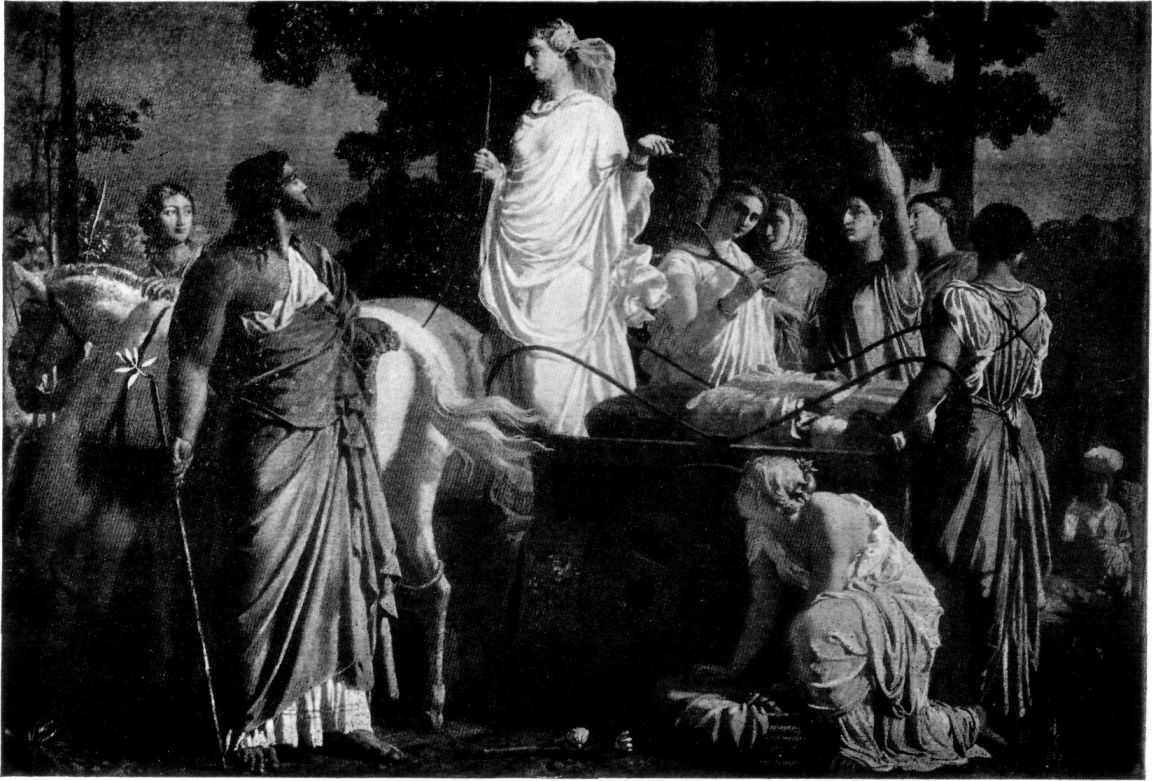
Odisseu i Nausica — de Charles Gleyre

En la mitologia grega, Nausica (en grec: Ναυσικάα) és filla d'Alcínous, rei dels feacis, i de la reina Arete. Apareix al llibre VI de l'Odissea d'Homer. El seu nom, en grec, vol dir "cremadora de vaixells".
Homer descriu Nausica com una noia a qui Odisseu fa una gran impressió. Atena se serveix d'ella per aconseguir que els feacis donin a Odisseu els mitjans per tornar a Ítaca. L'heroi, víctima d'un nou naufragi després d'haver sortit de l'illa de Calipso, va ser llançat, ferit i cansat després d'haver nedat molt, a una illa que no coneixia. Va quedar-se adormit en un bosc al costat d'un riu. Mentre dormia, Atena va enviar un somni a Nausica, en el qual, una de les seves amigues li retreia la seva deixadesa i l'animava a anar al riu a rentar la roba. Al matí, Nausica, amb el permís dels seus pares, va al riu amb la roba bruta acompanyada de les seves serventes i amb un carruatge tirat per mules. Després de rentar la roba i mentre s'eixuga a l'herba, es posen a jugar a pilota. De sobte la pilota s'escapa i roda fins a l'aigua. Les noies es posen a cridar i Odisseu es desperta. L'heroi, que va nu, es tapa amb unes branques, però les serventes s'espanten i s'escapen corrents. Només Nausica es queda al seu lloc, i Odisseu se li dirigeix amb habilitat, fent creure que la confon amb una divinitat o amb una nimfa del riu. Nausica li promet ajuda, li dona menjar i li deixa roba, i renya les serventes perquè han fugit i no han acollit un hoste com es mereix. Al capvespre, Nausica li explica a Odisseu el camí per anar al palau del seu pare, i ella torna amb les seves serventes a dalt del carro. Nausica ha quedat impressionada per l'infortuni i sobretot per la bellesa de l'heroi, i reconeix que voldria tenir-lo per marit. Alcínous diu a l'heroi d'Ítaca que li permetria casar-se amb la seva filla, però aquest amor insinuat no arriba a consumar-se. Odisseu, després d'explicar les seves aventures als feacis, salpa amb la intenció de retornar a la seva illa, on l'espera la seva dona Penèlope.
Joan Maragall va escriure l'obra teatral Nausica a partir d'aquest personatge i la seva història d'amor amb Odisseu.